# كازو يامادا
كازو يامادا (باليابانية: 山田一雄؛ بالكانا: やまだ かずお) هو موسيقي وملحن ياباني، ولد في 19 أكتوبر 1912 في طوكيو في اليابان، وتوفي بنفس المكان في 13 أغسطس 1991.

## وصلات خارجية
- كازو يامادا على موقع IMDb (الإنجليزية)
- كازو يامادا على موقع ميوزك برينز (الإنجليزية)